# أشمق
أشمق هي قرية في مقاطعة هشترود، إيران. عدد سكان هذه القرية هو 9 في سنة 2006.